# 大谷田
大谷田（おおやた）は、東京都足立区の町名。住居表示実施済みで、現行行政地名は大谷田一丁目から大谷田五丁目。

## 地理
東京都足立区東部の東渕江地域に属する。旧町名は大谷田町、佐野町、長門町、大谷田新町・二丁目、大谷田町一丁目、辰沼町。隣接する地域は、北は佐野、西は辰沼および谷中、南は東和および中川、東は葛飾区西水元。
足立区を東西に貫く東京都道318号環状七号線（環七通り）が区東部で大きく南に曲がる屈曲部の北東側に位置する。地区の東端はそのまま足立区の東端であり（最東端ではない）、南北に流れる第一級河川中川をはさんで葛飾区西水元と対峙している（葛飾区とは大谷田一丁目付近の飯塚橋で連絡できる）。
当地区の中央を農業用水路の葛西用水路が南北に縦貫しており、親水水路として近所の子供たちの遊び場となっている。ザリガニや金魚が見られることもあるが、代表的な生き物としては鯉が挙げられる。用水路上には浮木橋が架けられていたが、老朽化による強度不足から取り壊された。水路沿いに桜の並木がある。

### 一丁目

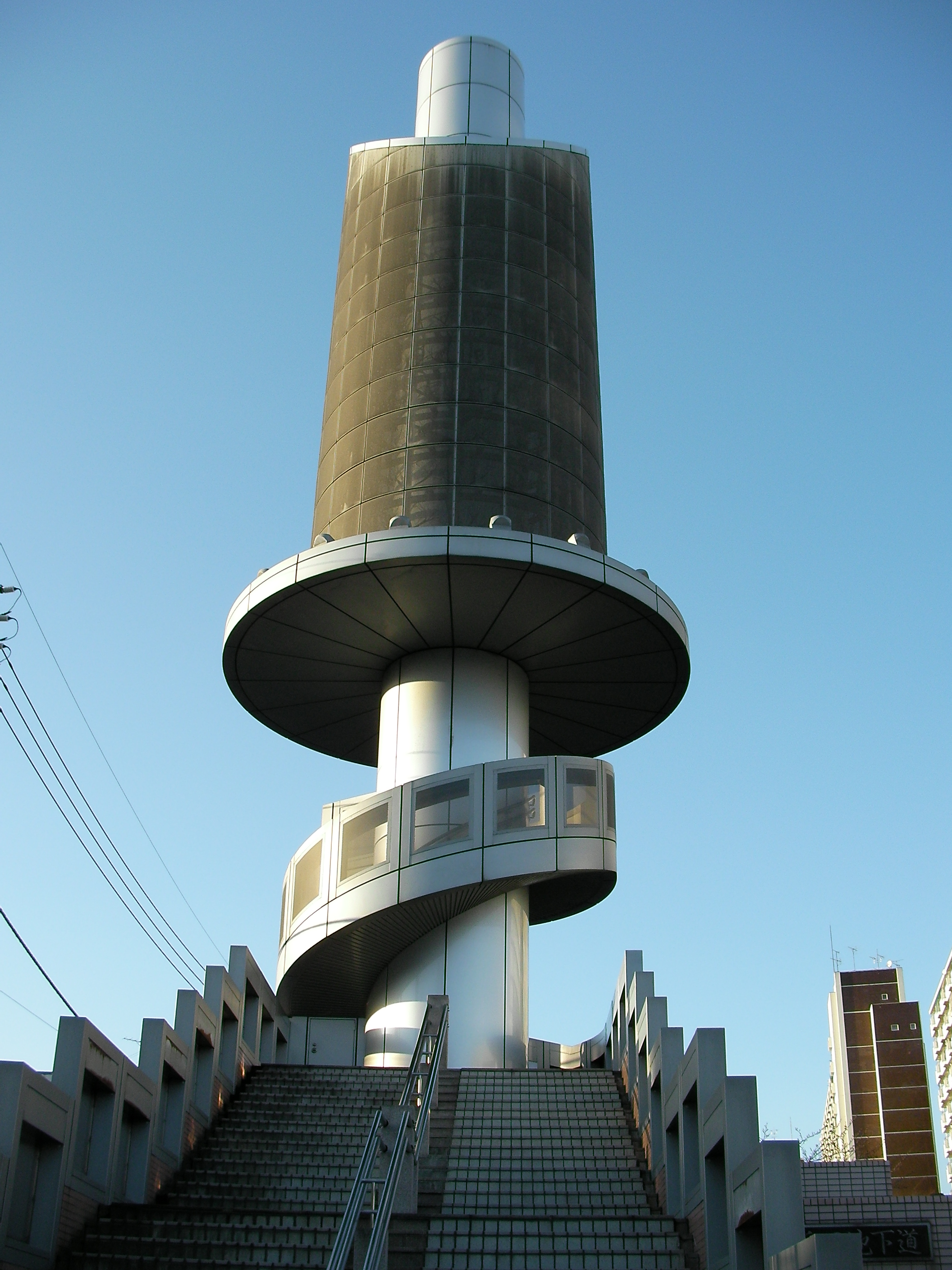
銀河の塔

南東部。東は中川で隔てて対岸に葛飾区、西は葛西用水路の対岸に大谷田三丁目、南を東京都道307号王子金町江戸川線で隔てて中川五丁目、北を大谷田二丁目と接する。面積は約230,000m2。
葛西用水路沿いの1番地には、もともと日立建機亀有工場跡地に建てられた、公団大谷田一丁目団地の高層住宅棟群が立ち並んでいる。1号棟から10号棟までがあり、そのどれもが異なる外観をしている。約3,000戸の住居があり、足立区公式サイトの地区人口表を見ても分かるとおり、群を抜いて大きな世帯・人口を抱えている。
また、団地住民のために団地敷地内には小さいながらも商店街を抱え、他に三井住友銀行（窓口業務は廃止。ATM業務のみ）、郵便局、診療所、保育園、住区センター、公園などがあり、ここだけでまとまったコミュニティーを形成している。
中川沿いには足立区立第十二中学校が、その裏には常善院と墓地がある。東京都道307号王子金町江戸川線沿いの温泉「明神の湯」は、近隣だけでなく遠方からも入湯客が訪れる。環七大谷田陸橋付近で葛西用水路が暗渠に潜る場所の近くには、高さ約26mの「銀河の塔」が建っている。これは陸橋を挟んだ東和4丁目とを連絡するための歩行者・自転車用の地下トンネルの出入口となっている。完成当初からしばらくの間は、夜間には光ファイバーによるライトアップがされていたが、数年ほどしてからまったく行われなくなった。塔の中ほどまで階段で登ることができ、階段の上端からは葛西用水路と桜並木が遠方まで見渡せる。

### 二丁目
北東部。東を第一級河川中川で隔てて対岸に葛飾区、西を葛西用水路、南を大谷田一丁目、北を佐野一丁目と接する。面積は約184,000m2。
葛西用水路と公団大谷田一丁目団地とに面して、足立区立中川東小学校がある。この小学校は大谷田団地の建設と、それによる児童人口の増加が既存の足立区立中川小学校だけでは収容しきれないことなどを見越して開校した。小学校と隣接する足立区立おおやた幼保園は、厚生労働省所管の保育園と文部科学省所管の幼稚園の機能を統合し、2004年（平成16年）に足立区立大谷田幼稚園を改編して設立された。道路を隔てて東京都立足立東高等学校が隣接している。中川沿いにはボナハイツマンションが立ち並ぶ。

### 三丁目
南部。東を大谷田一丁目、西を大谷田四丁目、南を東京都道318号環状七号線（環七通り）、北を大谷田五丁目と接する。面積は約190,000m2。
葛西用水路沿いに足立区立中川小学校がある。小学校の近くには高層マンションが建ち、大谷田団地と並んで地区内でも特に大きな建造物となっている。

### 四丁目
南西部。東を大谷田三丁目、西を谷中三丁目、南を環七通り、北を大谷田五丁目と接する。面積は約130,000m2。
島忠家具ホームセンターに隣接して大谷田公園がある。この公園には梅の樹が植樹してあり、梅の間をめぐるように設置された木道の上を季節ごとに歩いて楽しめる。公園内の広場では不定期にバザーが開かれることがある。

### 五丁目
北西部。東を大谷田二丁目・佐野一丁目、西を谷中五丁目、南を大谷田三・四丁目、北を佐野二丁目と接する。一部で辰沼とも接している。面積は約202,000m2。
葛西用水路に面して足立区立郷土博物館がある。館内には巨大な山車が展示してあるほか、さまざまな常設展示品や企画展示品がある。敷地内の東淵江庭園には無料で入園することができる。

### 地価
住宅地の地価は、2025年（令和7年）1月1日の公示地価によれば、大谷田2-20-14の地点で26万7000円/m2となっている。

## 歴史
5、6千年前にまだ奥東京湾が関東地方中部まで入り込んでいた頃、大谷田地区も例外なく海面下に沈んでいた。のちに海岸線が後退して現在の沖積平野を形成してから、人々がこの地に南下してきて定住したと考えられる。大谷田村がいつから開発されたのか詳細は分かっていないが、江戸時代初期の元和年間には「大谷田」の記述が初めて記載される。この辺りの土地は利根川の自然堤防の後背湿地にあり、きわめて水利条件が悪く、初め人々は自然堤防上で暮らしていたとされる。実際、第一級河川中川の堤防沿いにある「常善院」は自然堤防上に位置するが、そこで東淵江地域最古の板碑が発見されたという。このことから、大谷田の歴史も東淵江の他の地区と同じように、自然堤防上から始まったと考えられる。
東淵江地域では普賢寺村（ふげんじ、現・東綾瀬）、蒲原村（かばらむら、現・東和）に並んで古い村であろうと推測されている。現在の大谷田地区はいくつかの小字（上、中、下、碇り耕地、八百免耕地、貝瀬耕地、稗田耕地、前谷耕地、ほか）に分かれていた。現在、この地名は八百免公園（佐野一丁目5番1号）と、葛西用水親水水路に架かる「貝瀬」橋、「堤田」橋、「碇」橋に残されている。なお、大谷田が43年間所属した「東淵江」村の名称は、足立区立郷土博物館前に架かる「東淵江」橋と、博物館裏の「東淵江」庭園に残された。
かつては武蔵国東部に広がる足立郡の南部にある渕江領に属していたが、1871年（明治4年）に廃藩置県で東京府が置かれ、足立郡が埼玉県側と南北に分割されると、周辺5箇村と合併し東京府側の南足立郡東渕江村に編入された。1932年（昭和7年）の東京市制導入以降は南足立郡は改編され「足立区」となり、1960年（昭和35年）から始まった地区の再編成の中で、1976年（昭和51年）に現在の大谷田が成立した。

### 沿革
江戸時代以前
- 1583年（天正11年） - 心善応が浄土宗善応寺を草創[6]。

この頃からすでに大谷田地域は開発されていたと推測される。
江戸時代
- 1615年（元和元年） - 宇田川出雲が新義真言宗延命山福寿院（通称「福寿院」）を創建（現在の足立区立第十二中学校の敷地内）。
- 1616年（元和2年）10月10日 - 伊奈半十郎書状に「淵江之内大谷田新田開之書」の記述。
- 同年丙辰 - 圓立院仁上人が日蓮宗立応寺を創建。

この頃（元和年間）に宇田川出雲が義真言宗典勇山常善院神勝寺（通称「常善院」）を創建する。
- 1644年 - 1648年（正保年間） - 正保改定図に「大谷田村」の記述。
- 1691年（元禄4年）11月 - 12人の村民が「庚申塔」を建立。
- 1695年（元禄8年） - 検地を実施[6]。

当初の村高は860余石（田が749余石、畑が111余石）であったが、その後増加し元禄年間には893余石になったという（元禄郷帳）。
- 1726年（享保11年） - 新田検地を実施[6]。

この頃（享保年間）、徳川吉宗が鷹狩りの際に真言宗豊山派常善院に立ち寄る。
- 1789年（寛政元年）11月5日 - 常善院が御膳所となる[6]。
- 1792年（寛政4年） - 新田検地を実施[6]。
- 1793年（寛政5年） - 火災により常善院本堂が消失。

この頃（化政期）の家数は100軒。
- 1801年（享和元年） - 常善院本堂が再建される。
- 1838年（天保9年） - 家数は104軒、人口613人。

この頃（天保年間）の村高は898余石（天保郷帳）。
幕末期の村高は894余石、新田4余石。
明治時代
- 1868年（明治元年） - 武蔵国足立郡大谷田村となる。
- 1869年（明治2年） - 小菅県足立郡大谷田村となる。
- 1871年（明治4年）7月14日 - 廃藩置県により、東京府へ編入される。
- 同年11月22日 - 南足立郡に編入される。東京府南足立郡大谷田村となる。

この頃の村高は894余石、田畑などは111町歩（小菅県示書）。
- 1872年（明治5年） - 戸数115軒、人口661人（府示科）。
- 同年 - 大区小区制施行により、東京府第五大区八小区となる。
- 1875年（明治8年） - 立応寺が火災焼失する。
- 1878年（明治11年） - 郡区町村編制法施行により、東京府南足立郡大谷田村となる。
- 1889年（明治22年） - 南足立郡東渕江村の大字となる。名称は「大谷田」。

大正時代
- 1917年（大正6年） - 金町製瓦株式会社亀有工場が操業開始。
- 1918年（大正7年） - 金町製瓦が日本煉瓦製造株式会社に併合される。日本煉瓦製造亀有工場として操業開始。
- 1923年（大正12年） - 関東地震で被災（関東大震災）。死傷者、建築物損壊の被害が出る。

昭和時代
- 1928年（昭和3年） - 日本煉瓦製造が亀有工場を廃止（1936年に敷地と一部施設を日立製作所に売却）。
- 1932年（昭和7年） - 東京市設置。南足立郡を足立区に再編。東京市足立区大谷田町となる。
- 1937年（昭和12年） - 日立製作所亀有工場が操業開始。
- 1943年（昭和18年） -  東京都制施行。東京都足立区大谷田町となる。
- 1947年（昭和22年）9月19日 - カスリーン台風の豪雨による利根川の堤防決壊で浸水被害を受ける。同年、足立区立第十二中学校が開校。
- 1948年（昭和23年） - 日立精機株式会社の社員寮を東京都が買収、引揚者の寮となる。
- 1950年（昭和30年）9月6日 - 旧飯塚橋開通。飯塚の渡しが廃止される。
- 1951年（昭和31年） - 引揚者寮を都立足立母子寮に改編、大谷田母子寮となる。
- 1960年（昭和35年） - 大谷田町の解体再編により、大谷田新町一丁目-二丁目、大谷田町一丁目-三丁目となる。また一部は現行の中川一丁目、中川二丁目、中川四丁目、中川五丁目、東和四丁目となる。
- 同年 - 足立区立第十二中学校の改築により、福寿院が現住所地へ移転。
- 1961年（昭和36年） - 綾瀬荘が開設される。
- 1962年（昭和37年）
  - 4月1日 - 足立区立中川小学校が開校。
  - 12月20日 - 五丁田公園が開園。
- 1965年（昭和40年）12月28日 - 大谷田公園が開園。
- 1967年（昭和42年） - 大谷田1-2丁目が成立。
- 1972年（昭和43年） - 日立製作所亀有工場の移転が決定。跡地に日本住宅公団の住宅建設用地とすることが決定。
- 1973年（昭和48年） - 大谷田新町を解体再編、大谷田三-四丁目が成立。
- 1974年（昭和49年） - 日立製作所亀有工場が閉鎖。
- 1976年（昭和51年） - 大谷田二丁目を再編。五丁目が成立。これにより現行の「大谷田一-五丁目」が成立する。同年、東京都立足立東高等学校が開校。足立区立大谷田幼稚園が開園。
- 1977年（昭和52年） - 大谷田一丁目団地の入居開始。
  - 同年6月 - 足立区立第一・第二保育園が開園
- 1978年（昭和53年）6月3日 - 大谷田記念公園が開園。
- 1980年（昭和55年）4月1日 - 足立区立中川東小学校が開校。
- 1982年（昭和57年）4月1日 - 柳田公園が開園。
- 1983年（昭和58年）3月25日 - 中川防災公園が開園。
- 1986年（昭和61年）1月13日 - 足立区立郷土博物館が開園。東淵江庭園が開園。
- 1987年（昭和62年） - 常善院が足立区登録有形文化財に登録される。

平成時代
- 1992年（平成4年） - 大谷田地下道およびランドマークタワー「銀河の塔」落成。
  - 2月29日 - 新飯塚橋が部分開通。
- 1994年（平和6年） - 新飯塚橋が全面開通。
- 2004年（平成16年） - 足立区立おおやた幼保園が開園。

## 世帯数と人口
2025年（令和7年）1月1日現在（足立区発表）の世帯数と人口は以下の通りである。
| 丁目         | 世帯数    | 人口     |
| ------------ | --------- | -------- |
| 大谷田一丁目 | 2,731世帯 | 4,641人  |
| 大谷田二丁目 | 1,080世帯 | 2,202人  |
| 大谷田三丁目 | 2,201世帯 | 3,928人  |
| 大谷田四丁目 | 1,081世帯 | 1,804人  |
| 大谷田五丁目 | 2,055世帯 | 3,859人  |
| 計           | 9,148世帯 | 16,434人 |

### 人口の変遷
国勢調査による人口の推移。
| 年                 | 人口   |
| ------------------ | ------ |
| 1995年（平成7年）  | 16,916 |
| 2000年（平成12年） | 16,334 |
| 2005年（平成17年） | 16,771 |
| 2010年（平成22年） | 18,062 |
| 2015年（平成27年） | 16,466 |
| 2020年（令和2年）  | 16,667 |

### 世帯数の変遷
国勢調査による世帯数の推移。
| 年                 | 世帯数 |
| ------------------ | ------ |
| 1995年（平成7年）  | 6,609  |
| 2000年（平成12年） | 6,460  |
| 2005年（平成17年） | 7,228  |
| 2010年（平成22年） | 8,352  |
| 2015年（平成27年） | 7,711  |
| 2020年（令和2年）  | 8,409  |

## 学区
区立小・中学校に通う場合、学区は以下の通りとなる（2023年4月時点）。なお、足立区では学校選択制度を導入しており、区内全域から選択することが可能。ただし、小学校に関しては、2018年（平成30年）度から学区域または学区域に隣接する学校のみの選択になる。
| 町名         | 街区 | 小学校               | 中学校               |
| ------------ | ---- | -------------------- | -------------------- |
| 大谷田一丁目 | 全域 | 足立区立中川東小学校 | 足立区立第十二中学校 |
| 大谷田二丁目 | 全域 | 足立区立中川東小学校 | 足立区立第十二中学校 |
| 大谷田三丁目 | 全域 | 足立区立中川小学校   | 足立区立谷中中学校   |
| 大谷田四丁目 | 全域 | 足立区立中川小学校   | 足立区立谷中中学校   |
| 大谷田五丁目 | 全域 | 足立区立辰沼小学校   | 足立区立谷中中学校   |

## 事業所
2021年（令和3年）現在の経済センサス調査による事業所数と従業員数は以下の通りである。
| 町名         | 事業所数  | 従業員数 |
| ------------ | --------- | -------- |
| 大谷田一丁目 | 98事業所  | 516人    |
| 大谷田二丁目 | 41事業所  | 396人    |
| 大谷田三丁目 | 100事業所 | 591人    |
| 大谷田四丁目 | 59事業所  | 524人    |
| 大谷田五丁目 | 101事業所 | 913人    |
| 計           | 399事業所 | 2,940人  |

### 事業者数の変遷
経済センサスによる事業所数の推移。
| 年                 | 事業者数 |
| ------------------ | -------- |
| 2016年（平成28年） | 382      |
| 2021年（令和3年）  | 399      |

### 従業員数の変遷
経済センサスによる従業員数の推移。
| 年                 | 従業員数 |
| ------------------ | -------- |
| 2016年（平成28年） | 2,614    |
| 2021年（令和3年）  | 2,940    |

## 交通

### 鉄道
- 東京メトロ千代田線 北綾瀬駅

### 路線バス
- 東武バスセントラル（太字は地区内の停留場。他は終始点停留場）
  - 綾21系統 綾瀬駅 - （中途略） - 大谷田五丁目-東淵江庭園 - （中途略） - 六ッ木都住
  - 綾23系統 綾瀬駅 - （中途略） - 大谷田一丁目 - 大谷田 - 葛飾車庫
  - 有25系統 亀有駅北口 - （中途略） - 大谷田一丁目 - 大谷田 - 葛飾車庫
  - 有26系統 亀有駅北口 - （中途略） - 大谷田一丁目 - 大谷田 - （中途略） - 葛飾車庫
  - 有27系統 亀有駅北口 - （中途略） - 大谷田一丁目 - 大谷田 - （中途略） - 大谷田 - 大谷田一丁目 - （中途略） - 亀有駅北口　←（循環路線）
  - 有28系統 亀有駅北口 - （中途略） - 大谷田四丁目 - 大谷田五丁目 - 東淵江庭園 - （中途略） - 六ッ木都住
  - 有29系統 亀有駅北口 - （中途略） - 大谷田一丁目 - 中川小学校前 - 大谷田三丁目 - 大谷田五丁目 - 東淵江庭園 - （中途略） - 六ッ木都住
  - 有64系統 亀有駅北口 - （中途略） - 大谷田一丁目 - 中川小学校前 - 足立郷土博物館前 - （中途略） - 八潮駅北口

### 道路・橋梁
- 東京都道318号環状七号線（環七通り）
- 東京都道307号王子金町江戸川線
- 都市計画道路
  - 補助第258号線
  - 補助第269号線
  - 補助第274号線
- 飯塚橋

## 施設

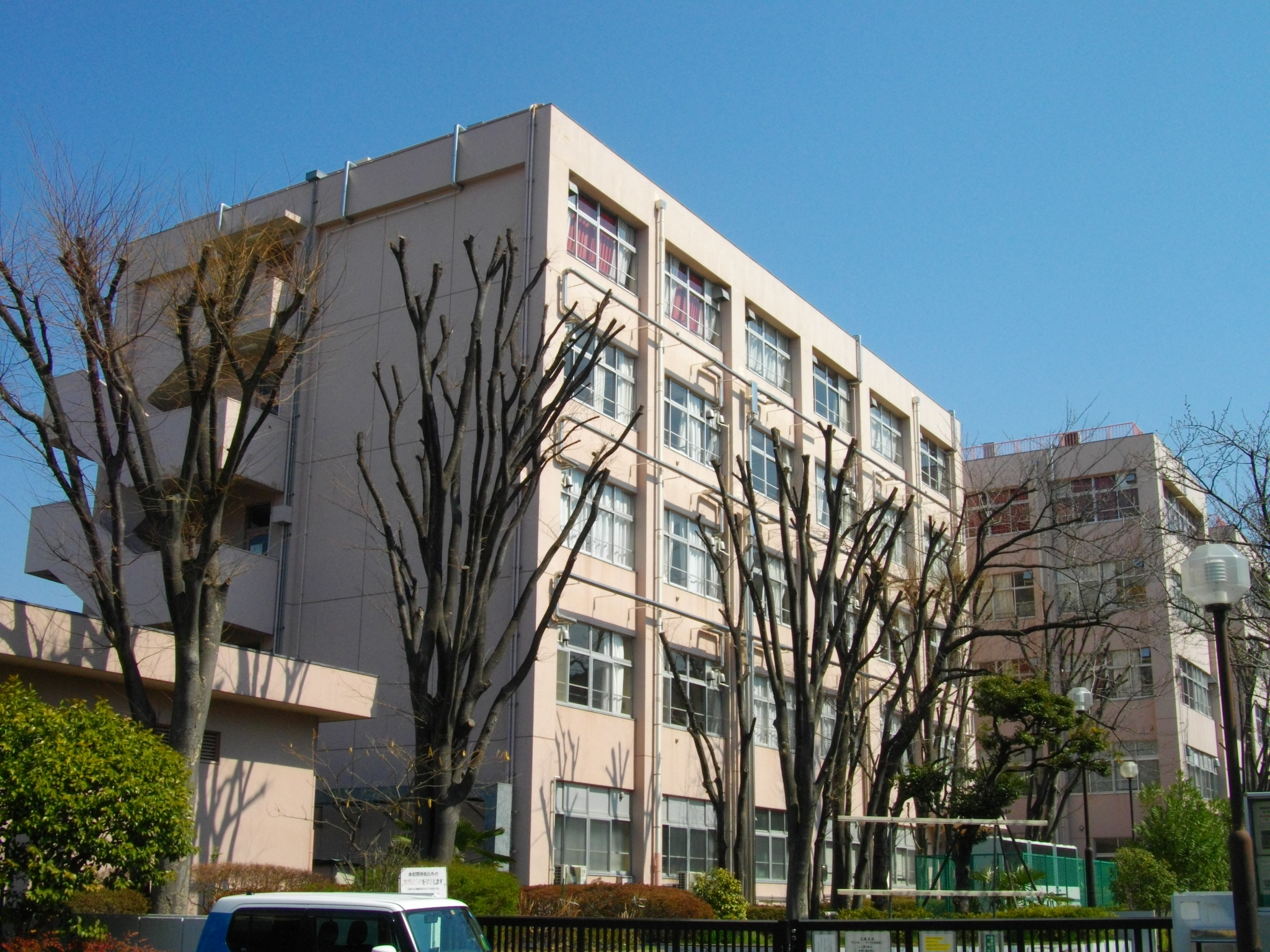
東京都立足立東高等学校

- 足立区立郷土博物館
- 足立区立おおやた幼保園
- 足立区立大谷田第一保育園
- 足立区立大谷田第二保育園
- 足立区立中川小学校
- 足立区立中川東小学校
- 足立区立第十二中学校
- 東京都立足立東高等学校
- 東淵江庭園
- 中川防災公園
- 五丁田公園
- 大谷田記念公園
- 大谷田公園
- 大谷田区民農園
- 柳田公園
- 足立大谷田団地内郵便局
- 大谷田障害福祉施設
- 大谷田母子寮
- 大谷田就労支援ホーム
- 大谷田住区センター/児童館/老人館
- 大谷田谷中住区センター
- 大谷田更生館
- 綾瀬荘
- 医療法人社団大谷田団地診療所
- 介護老人保健施設 成仁
- 大谷田温泉 明神の湯

## 史跡
- 庚申塔
- 真言宗豊山派常善院
- 日蓮宗立応寺
- 真言宗豊山派福寿院

## 参考資料
参考文献
- 『東京都・日本地名大辞典』（角川書店）
- 『足立風土記稿 地区編7 東淵江』（足立区教育委員会）
- 『ブックレット 足立風土記7 東淵江地区』（足立区教育委員会）
- 「大谷田村」『新編武蔵風土記稿』 巻ノ137足立郡ノ3、内務省地理局、1884年6月。NDLJP:763997/58。

他多数

## 郵便番号
- 120-0001[3]（集配局 : 足立郵便局[17]）。